# Coenocalpe millierata
Coenocalpe millierata is een vlinder uit de familie spanners (Geometridae). De wetenschappelijke naam is voor het eerst geldig gepubliceerd in 1901 door Staudinger.
De soort komt voor in Europa.